# Samira Brahmia
Samira Brahmia, née au milieu des années 1970 à Besançon, est une auteure-compositrice-interprète et une actrice franco-algérienne, écrivant en arabe, anglais ou français.

## Biographie
Samira Brahmia est née en Franceà Besançon au milieu des années 1970, alors que son père y fait des études. Sa famille repart en Algérie lorsqu’elle est enfant, et elle y grandit. Dans les années 1990 en Algérie, alors que le pays traverse une décennie de quasi-guerre civile, elle rêve de devenir une chanteuse. À partir de 1994, elle devient choriste, notamment au sein d’un groupe rock, Index,. En 2001, elle est actrice dans le film L'Autre Monde du réalisateur algérien Merzak Allouache, et y interprète une chanson qu’elle a écrite. Le film apporte aussi un éclairage sur la situation en Algérie.
Quelques années plus tard, en 2003, elle vient tenter sa chance en France à la suite d'une tournée dans ce pays, n’arrivant pas à concrétiser le parcours souhaité de l’autre côté de la Méditerranée. Un premier album, Naïliya, est enregistré, où elle est auteure-compositrice-interprète, et cet album sort en 2006,. Elle intervient également dans différents spectacles, comme par exemple avec l’Orchestre National de Barbès,. Puis elle a l‘opportunité de se produire au Cabaret Sauvage, dans le 19e arrondissement de Paris, au sein de différents spectacles, comme Barbès café au début des années 2010,,,. Elle se produit aussi dans d’autres spectacles tels que Les Folles Nuits Berbères ou encore le Cabaret Tam-Tam.
Elle a ensuite l’opportunité de participer à des émissions télévisées populaires, comme la saison 4 de The Voice : La Plus Belle Voix, sur la télévision française en 2015,, y interprétant en particulier la chanson arabo-andalouse Haramtou Bik Nouassi, ou l’émission similaire dans le monde arabe, la saison 4 de The Voice Ahla Sawt, y interprétant cette fois en tamazigh le titre Ezzi Ssaa. Ces émissions élargissent sa notoriété. Elle est sélectionnée à nouveau comme actrice par la réalisatrice Rachida Brakni, pour jouer dans le long métrage, De sas en sas, qui sort en 2016.
Elle enregistre et diffuse en 2022 un deuxième album, Awa. Les titres, qu’elle écrit et compose, s’inspirent des influences amazigh, arabe, méditerranéenne et africaine.